# Norbert Hosnyánszky
Norbert Hosnyánszky, né le 4 mars 1984 à Budapest, est un joueur de water-polo international hongrois.
Joueur de l'équipe de Hongrie de water-polo masculin, il est champion olympique lors des Jeux olympiques de 2008. Il est sacré champion du monde en 2013.